# Brachiaria umbellata
Brachiaria umbellata är en gräsart som först beskrevs av Carl Bernhard von Trinius, och fick sitt nu gällande namn av Clayton. Brachiaria umbellata ingår i släktet Brachiaria och familjen gräs. Inga underarter finns listade i Catalogue of Life.